# Эддингтон, Пол
Пол Кларк Э́ддингтон (англ. Paul Clark Eddington; 18 июня 1927, Лондон — 4 ноября 1995, Лондон) — британский актёр. Известен по ролям в телесериалах «Да, господин министр», «Да, господин премьер-министр» и «Хорошая жизнь».

## Биография
Родился 18 июня 1927 года в лондонском районе Паддингтон, в семье художника-декоратора Альберта Кларка Эддингтона и Фрэнсис Мэри (урожд. Робертс). Вырос в районе Сент-Джонс-Вуд.
Эддингтон начал свою актёрскую карьеру в Бирмингеме, Англия, а в середине 1970-х годов его пригласили на роль соседа Фелисити Кендал и Ричарда Брайерса в ситкоме BBC «Хорошая жизнь».
Пол Эддингтон скончался в возрасте 68 лет. У него была диагностирована редкая форма рака кожи, известная как грибовидный микоз, когда ему было 28 лет. Болезнь должна была стать причиной его смерти, но за прошедшие четыре десятилетия Эддингтон и его ближайшие родственники держали его состояние в тайне. Об этом стало известно только в 1994 году, когда Эддингтон ответил на слухи прессы о потемнении кожи и выпадении волос. У него остались жена Патрисия Скотт и четверо детей.

## Карьера
Он начал выступать с Развлекательной Национальной Ассоциацией в составе Английских войск в период Второй мировой войны. После Эддингтон попал в репертуар театра в Шеффилде и впервые появился в телевизионной драме в 1950 г. Играл Уилла Скарлета в «Приключениях Робин Гуда» (первый показ в 1955 г.), а также в Шоу Бенни Хилла в качестве интервьюера и актёра.